# Leucauge argentina
Leucauge argentina là một loài nhện trong họ Tetragnathidae.
Loài này thuộc chi Leucauge. Leucauge argentina được miêu tả năm 1882 bởi Hasselt.